# Alizé Lim
Alizé Lim (nascida em 13 de julho de 1990) é uma tenista profissional francesa que porém está inativa desde abril de 2022 quando participou do torneio ITF de Calvi na França no qual chegou à terceira rodada, perdendo para Jessika Ponchet [en] em dois sets diretos. Sua classificação de simples na WTA, mais alta, é a número 135 do mundo, alcançada em 26 de maio de 2014, e sua classificação mais alta de duplas na WTA, é a número 148, alcançada em 7 de novembro de 2016.

## Vida pessoal
Nascida na França, Lim é descendente de vietnamitas por parte de seu pai.

## Carreira
Lim fez sua estreia em um torneio do Grand Slam no Aberto da França de 2011, onde ela e sua parceira francesa Victoria Larrière [en] receberam um "wild card" para a chave principal de duplas e perderam para dupla sexta cabeça-de-chave Bethanie Mattek-Sands e Meghann Shaughnessy por 2–6, 1–6, na primeira rodada.
Lim fez sua estreia em um Grand Slam em simples, no Aberto da França de 2014, tendo recebido um "wild card", onde perdeu na primeira rodada da chave principal para uma parceira de treinamento ocasional e então número 1 do mundo, Serena Williams, por 2–6, 1–6.
Lim trabalhou com a Eurosport durante o Australian Open de 2022 e apresentou sua cobertura do evento com Mats Wilander, Tim Henman e Johanna Konta.
Em agosto de 2022 ela declarou em entrevista que não iria encerrar a carreira no tênis oficialmente naquele momento mas desejava experimentar outras atividades.

## Galeria

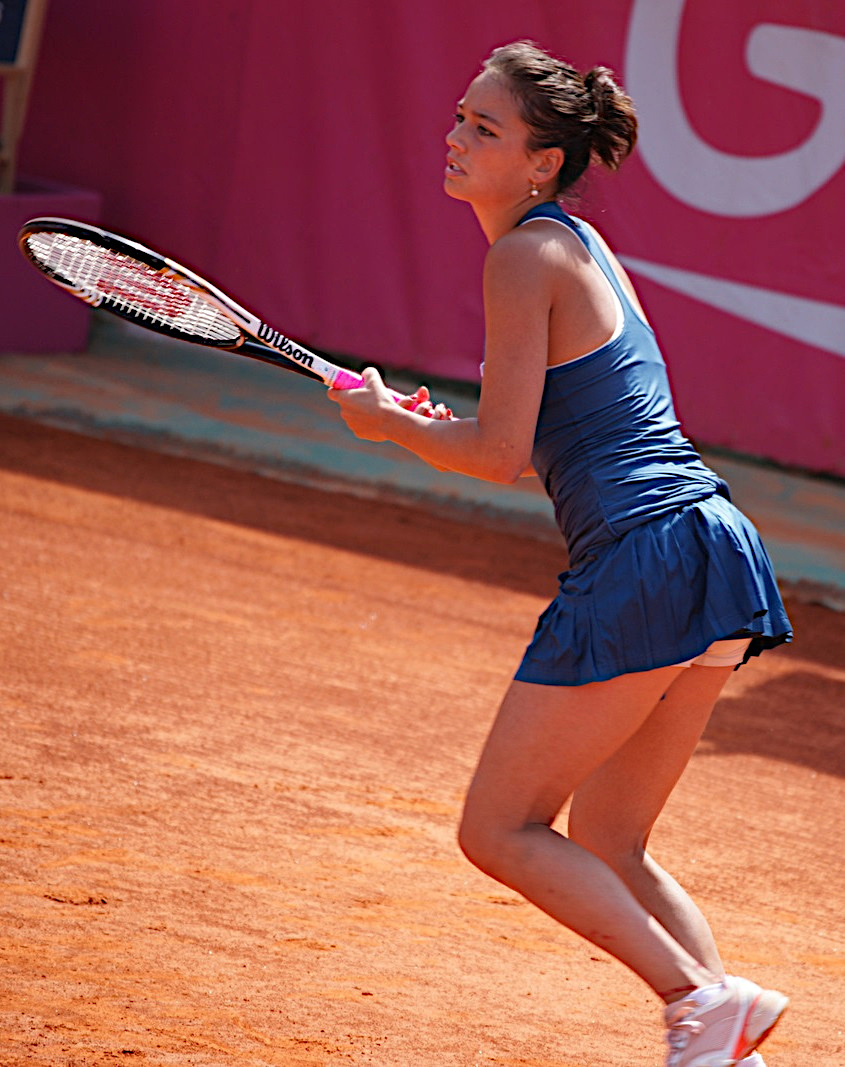
Cagnes-sut-Mer, 2011.
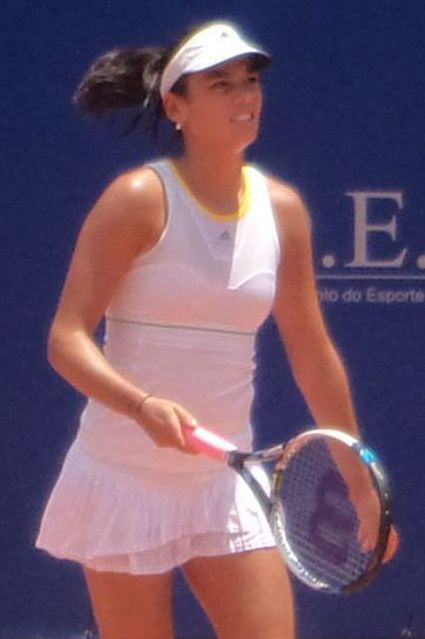
São Paulo, 2014.
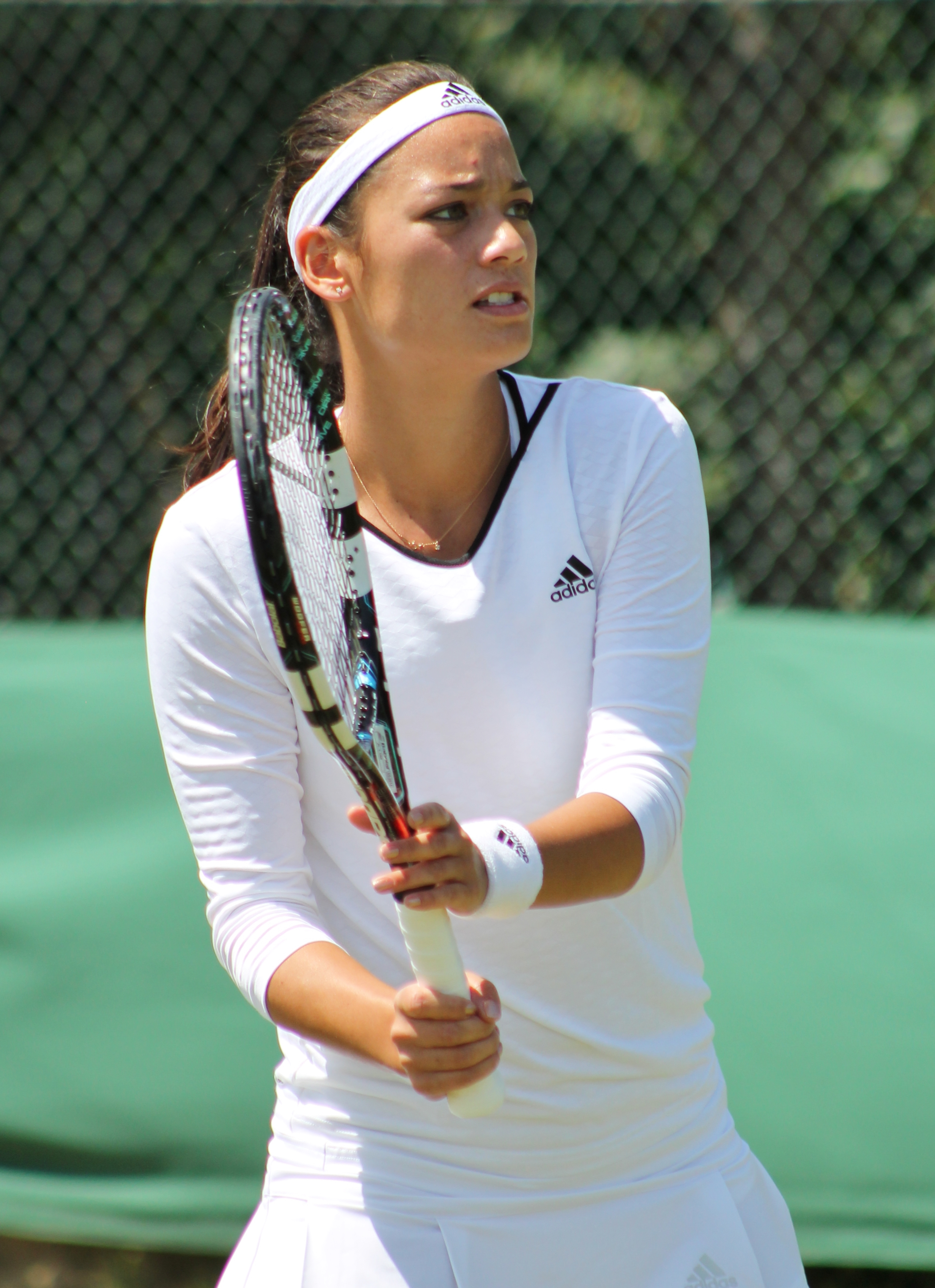
Wimbledon, 2014.
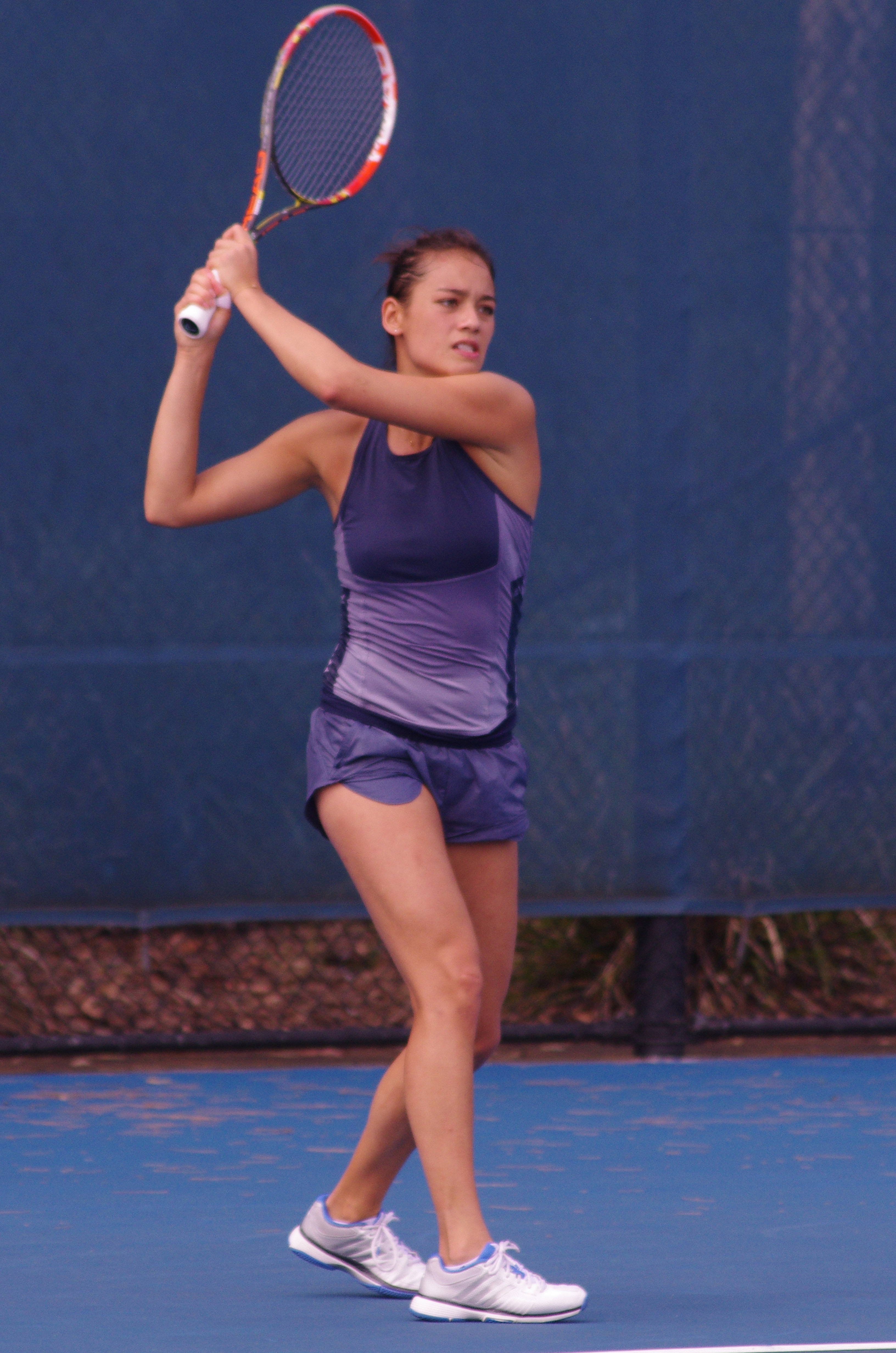
Lim em 2015.
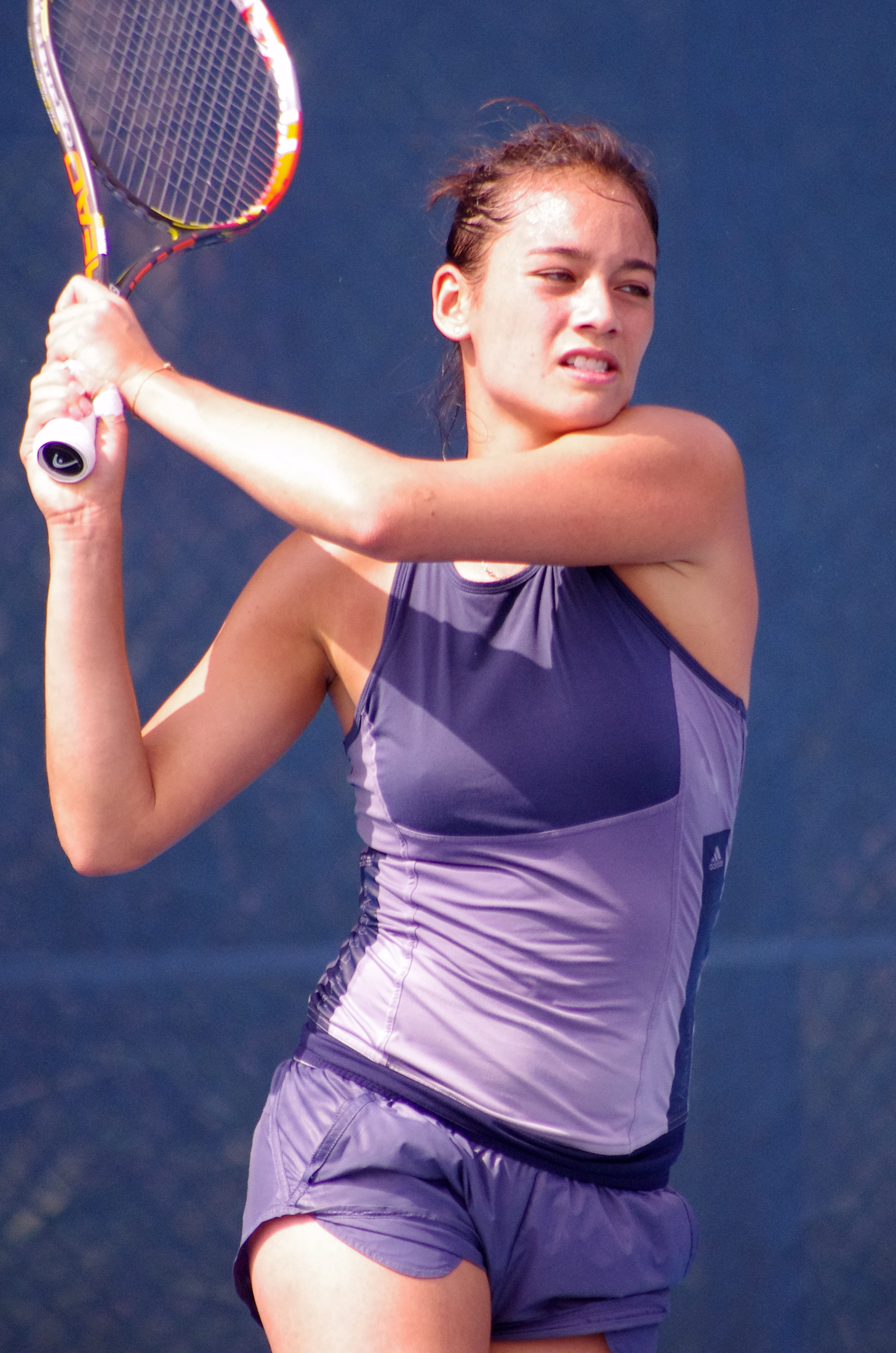
Lim em 2015.
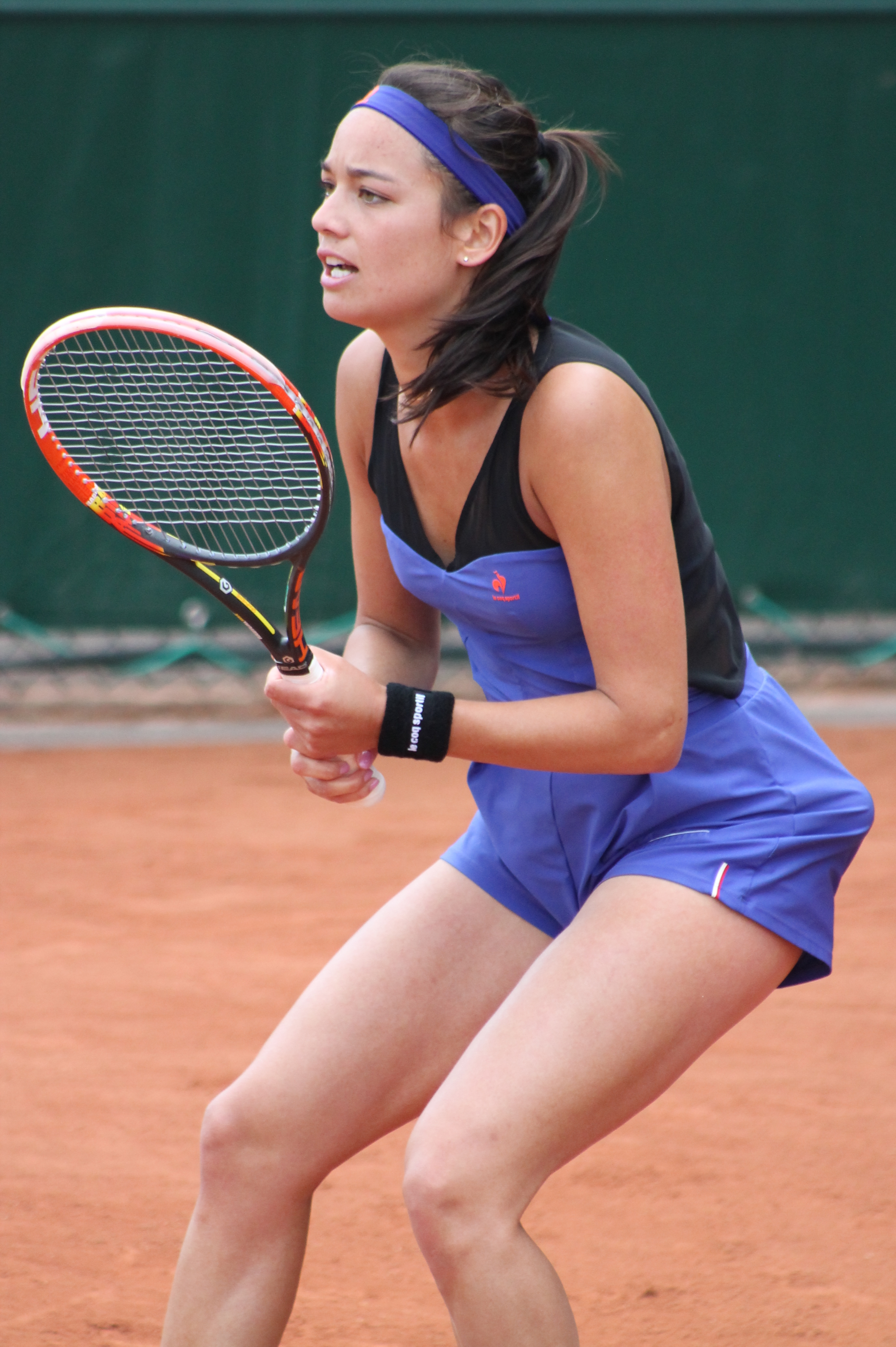
Roland Garros, 2015.

## Finais do Circuito ITF

### Simples: 13 (3 títulos, 10 vices)
| Legenda             |
| ------------------- |
| Torneios US$ 50,000 |
| Torneios US$ 25,000 |
| Torneios US$ 10,000 |

| Finais por superfície |
| --------------------- |
| Duro (1–4)            |
| Saibro (2–6)          |
| Carpete (0–0)         |

| Resultado | V–D  | Data     | Torneio                         | Premiação | Superfície | Oponente               | Placar        |
| --------- | ---- | -------- | ------------------------------- | --------- | ---------- | ---------------------- | ------------- |
| Perdeu    | 0–1  | Jan 2010 | ITF Saint-Martin, Guadeloupe    | 10,000    | Duro       | Natalie Piquion        | 6–7(4), 1–6   |
| Venceu    | 1–1  | Jan 2010 | ITF Le Gosier, Guadeloupe       | 10,000    | Duro       | Natalie Piquion        | 6–1, 6–2      |
| Venceu    | 2–1  | Ago 2010 | ITF Tampere, Finland            | 10,000    | Saibro     | Amandine Hesse         | 6–4, 6–3      |
| Perdeu    | 2–2  | Nov 2010 | ITF Toronto, Canada             | 50,000    | Duro (i)   | Heather Watson         | 3–6, 3–6      |
| Perdeu    | 2–3  | Jun 2011 | ITF Campobasso, Italy           | 25,000    | Saibro     | Karin Knapp            | 2–6, 4–6      |
| Perdeu    | 2–4  | Mai 2012 | ITF São José dos Campos, Brazil | 10,000    | Saibro     | Gabriela Paz           | 4–6, 4–6      |
| Perdeu    | 2–5  | Out 2013 | ITF La Vall d'Uixó, Spain       | 25,000    | Saibro     | Arantxa Rus            | 1–6, 1–6      |
| Perdeu    | 2–6  | Mar 2015 | ITF Amiens, France              | 10,000    | Saibro (i) | Olga Ianchuk           | 6–3, 3–6, 4–6 |
| Perdeu    | 2–7  | Abr 2015 | ITF Pula, Italy                 | 25,000    | Saibro     | Anne Schäfer           | 6–4, 6–3      |
| Venceu    | 3–7  | Jul 2015 | ITF Turin, Italy                | 25,000    | Saibro     | Dia Evtimova           | 3–6, 6–4, 6–4 |
| Perdeu    | 3–8  | Out 2015 | Abierto Tampico, México         | 50,000    | Duro       | Lourdes Domínguez Lino | 5–7, 4–6      |
| Perdeu    | 3–9  | Mar 2016 | ITF Campinas, Brazil            | 25,000    | Saibro     | Dayana Yastremska      | 4–6, 4–6      |
| Perdeu    | 3–10 | Jun 2018 | ITF Sumter, United States       | 25,000    | Duro       | Taylor Townsend        | w/o           |

### Duplas: 17 (6 títulos, 11 vices)
| Legenda             |
| ------------------- |
| Torneios US$ 50,000 |
| Torneios US$ 25,000 |
| Torneios US$ 10,000 |

| Finais por superfície |
| --------------------- |
| Duro (4–2)            |
| Saibro (2–9)          |
| Carpete (0–0)         |

| Resultado | V-D  | Data     | Torneio                      | Premiação | Superfície | Parceira               | Oponentes                                 | Placar              |
| --------- | ---- | -------- | ---------------------------- | --------- | ---------- | ---------------------- | ----------------------------------------- | ------------------- |
| Perdeu    | 0–1  | Mai 2009 | ITF Bournemouth, UK          | 10,000    | Saibro     | Elixane Lechemia       | Stephanie Cornish Tímea Babos             | w/o                 |
| Perdeu    | 0–2  | Ago 2009 | ITF Tampere, Finland         | 10,000    | Saibro     | Vivienne Vierin        | Sandra Roma Emma Laine                    | 4–6, 3–6            |
| Perdeu    | 0–3  | Nov 2009 | ITF Le Havre, France         | 10,000    | Saibro (i) | Amandine Hesse         | Mihaela Buzărnescu Marina Melnikova       | 2–6, 6–7(4)         |
| Venceu    | 1–3  | Jan 2010 | ITF Le Gosier, France        | 10,000    | Duro       | Malou Ejdesgaard       | Kayla Rizzolo Katie Ruckert               | 6–1, 5–7, [10–3]    |
| Perdeu    | 1–4  | Mar 2010 | ITF Amiens, France           | 10,000    | Saibro (i) | Sherazad Benamar       | Efrat Mishor Jasmina Tinjić               | 6–7(5), 7–5, [5–10] |
| Perdeu    | 1–5  | Mar 2010 | ITF Cairo, Egypt             | 10,000    | Saibro     | Ivana King             | Jana Jandová Dominika Kaňáková            | 2–6, 2–6            |
| Venceu    | 2–5  | Ago 2010 | ITF Fleurus, Belgium         | 10,000    | Saibro     | Diana Enache           | Gally De Wael Fatima El Allami            | 6–0, 6–3            |
| Perdeu    | 2–6  | Out 2010 | ITF Clermont-Ferrand, France | 25,000    | Duro       | Elixane Lechemia       | Youlia Fedossova Iryna Brémond            | 6–7(5), 3–6         |
| Perdeu    | 2–7  | Dez 2010 | ITF Rio de Janeiro, Brazil   | 25,000    | Saibro     | Paula Ormaechea        | Maria Fernanda Alves Ana Clara Duarte     | w/o                 |
| Perdeu    | 2–8  | Mar 2012 | ITF Fort Walton Beach, U.S.  | 25,000    | Duro       | Elena Bovina           | Madison Brengle Paula Kania               | 3–6, 4–6            |
| Perdeu    | 2–9  | Mai 2012 | ITF Brasília, Brazil         | 25,000    | Saibro     | Aleksandrina Naydenova | María Fernanda Álvarez Terán Gabriela Paz | 2–6, 4–6            |
| Venceu    | 3–9  | Mar 2013 | ITF Innisbrook, U.S.         | 25,000    | Saibro     | Ashleigh Barty         | Paula Cristina Gonçalves María Irigoyen   | 6–1, 6–3            |
| Perdeu    | 3–10 | Jun 2013 | ITF Kristinehamn, Sweden     | 25,000    | Saibro     | Julia Cohen            | Anna Danilina Olga Doroshina              | 5–7, 3–6            |
| Perdeu    | 3–11 | Set 2013 | ITF Mont-de-Marsan, France   | 25,000    | Saibro     | Laura Thorpe           | Cecilia Costa Melgar Daniela Seguel       | 4–6, 2–6            |
| Venceu    | 4–11 | Set 2014 | GB Pro-Series Barnstaple, UK | 25,000    | Duro (i)   | Carina Witthöft        | Viktorija Golubic Diāna Marcinkēviča      | 6–2, 6–1            |
| Venceu    | 5–11 | Out 2014 | ITF Perth, Australia         | 25,000    | Duro       | Veronika Kapshay       | Jessica Moore Abbie Myers                 | 6–2, 2–6, [10–7]    |
| Venceu    | 6–11 | Fev 2016 | ITF Grenoble, France         | 25,000    | Duro (i)   | Manon Arcangioli       | Lidziya Marozava Amra Sadiković           | 7–5, 6–2            |